# Élection présidentielle américaine de 1972 au Texas
L'élection présidentielle américaine de 1972 au Texas a lieu le 7 novembre 1972 comme dans les 49 autres États qui composent les États-Unis ainsi que le district de Columbia. Les électeurs texans choisissent des grands électeurs pour les représenter dans le collège électoral à travers un vote populaire. Le Texas dispose en 1972 de 26 grands électeurs. L'État donne l'ensemble de ses grands électeurs au candidat du Parti républicain, le président des États-Unis sortant Richard Nixon. 
Le candidat vainqueur de ce scrutin dans tout le pays sera également Nixon, qui débutera un second mandat à la présidence des États-Unis le 20 janvier 1973 et restera en fonctions jusqu'au 9 août 1974, date à laquelle il démissionnera en raison du scandale du Watergate. 